# آرنولد کیگل
آرنولد هِنری کیگِل (انگلیسی: Arnold Henry Kegel؛ ۲۴ فوریهٔ ۱۸۹۴ – ۱ ژانویهٔ ۱۹۸۱) یک دانشمند و متخصص زنان اهل ایالات متحده آمریکا بود.
او مخترع perineometer (یا مانومتر واژن؛ ابزاری برای اندازه‌گیری قدرت انقباضِ اختیاریِ ماهیچه‌هایِ کفِ لگن) و همچنین ابداع‌کنندهٔ «تمرین کیگل» (فشردن عضلات کف لگن) می‌باشد.
امروزه تمرین کیگل یا ورزش کِگل؛ به طور گسترده و به عنوان گزینهٔ اول، در درمان بی‌اختیاری ادرار و پرولاپس آلت تناسلی زنان به کار گرفته می‌شود.
کیگل استادیار بیماریهای زنان و زایمان در دانشکده پزشکی کک یو.اس.سی نیز بود.